# Maniok

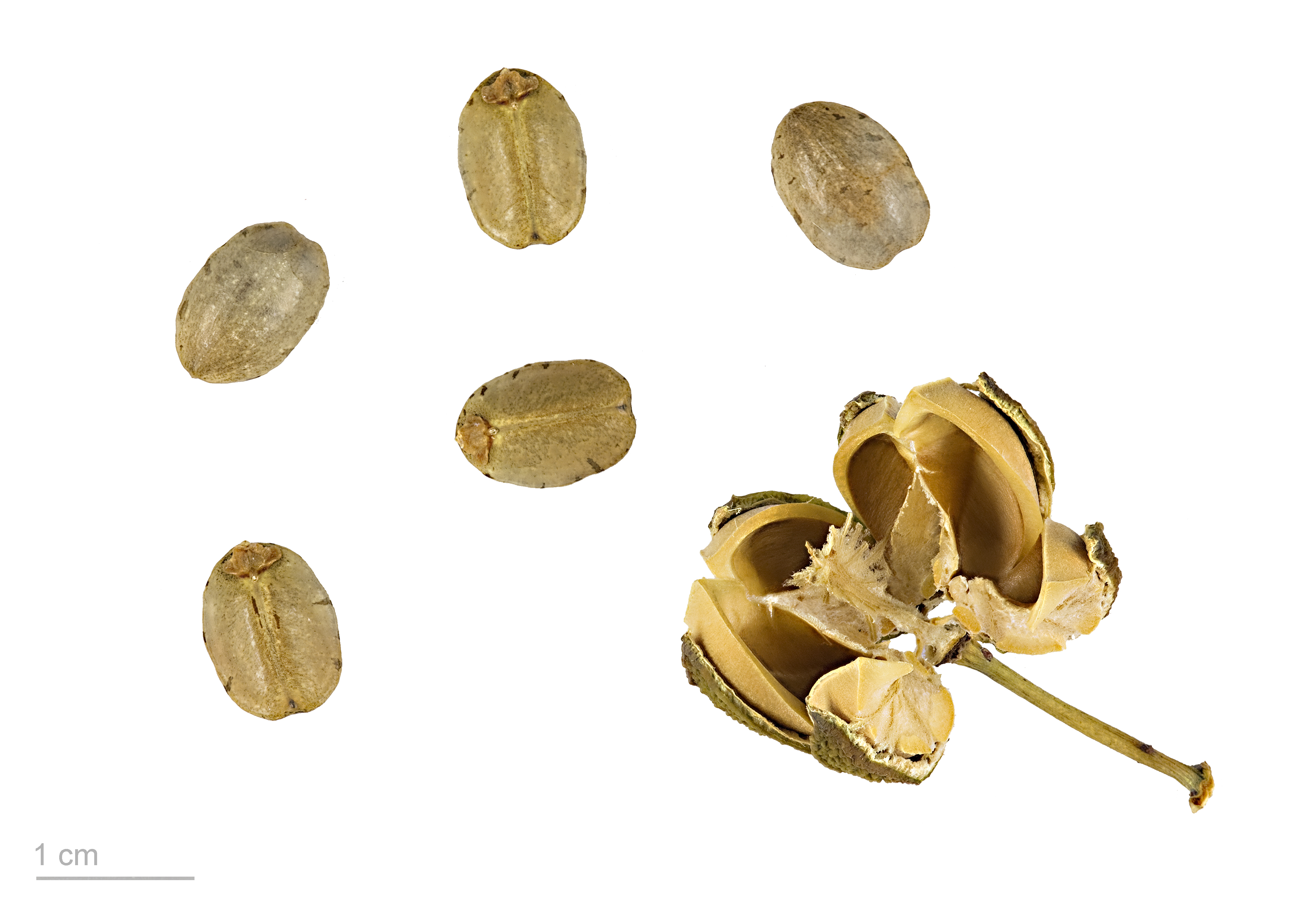
Manihot esculenta

Maniok (Manihot esculenta, syn. Manihot utilissima) är en halvbuske inom familjen törelväxter, vars rotknölar är ett av jordens viktigaste baslivsmedel. Ursprungligen kommer växten från Sydamerika. Andra namn är kassava, cassava och (brasiliansk) arrowrot (särskilt rotknölarna). I Bolivia: yuca. I Brasilien: mandioca, macaxeira, aipim.

## Biologi
Växten blir upp till 5 meter hög och blommar från september till november med små rosaröda blommor. Varje planta utvecklar ett flertal spolformiga rotknölar som kan bli från 30 till 60 cm långa och nå en vikt på cirka 10 kg. De är rika på stärkelse men fattiga på protein och många vitaminer såsom provitamin A. De innehåller även glykosid och linamarin. I färskt tillstånd är de giftiga på grund av en glykosid som bildar blåsyra. 

## Kulturväxt
Den är sedan gammalt en kulturväxt i Mexiko, Västindien och Brasilien, men odlas även i Västafrika och Oceanien. Denna nyttoväxt har odlats i minst 5 000 år, men den kan möjligen ha uppstått genom korsningar mellan vilda arter som tillvaratagits av människan. Portugiserna förde växten till Västafrika under 1500-talet, vilket medförde att den spred sig snabbt söder om ekvatorn. Till Sri Lanka fördes den 1786 och vidare till Java 1835.

## Betydelse för människan

### Maniok i kosten
Maniok utgör stapelföda för en stor del av jordens befolkning, särskilt i tropikerna. Rotknölarna kan genom tvättning/urlakning förädlas till mjöl eller gryn, och handelsprodukten som då fås brukar kallas tapioka. Den stärkelserika och glutenfria tapiokan används som redning i olika maträtter. Tapioka säljs ofta i form av runda gryn (tapiokapärlor), med samma användningsområde som äkta sagogryn (som ursprungligen var av sago).
Att göra en typ av chips av maniok är ganska vanligt i länderna kring Stilla havet, däribland Nya Zeeland. På Stillahavsöarna tillagas rotknölen i en kokgrop som täcks med heta stenar, blad och jord.
Bladen kan kokas, malas och stuvas med palmolja och jordnötssmör. Stuvningen är mycket näringsrik och kallas i vissa trakter "Saka-saka".

### Giftighet
Kassava förekommer i flera varianter men brukar allmänt delas in i bittra och söta, där den bittra innehåller betydligt högre halter av cyanogena glykosider än den söta – ämnen som kan omvandlas till giftet vätecyanid i kroppen, vilket gör att man måste processa kassavan före förtäring.
För de söta sorterna räcker det med att roten skalas och kokas eller rostas för att giftet ska försvinna. De bittra måste däremot genomgå en flerdagarsprocess som kan omfatta exempelvis blötläggning, fermentering, torkning, malning och kokning.
Cyanidförgiftning från kassava medför att blodet transporterar syre sämre i kroppen och kan leda till döden. Industriellt framtagna produkter som kassavamjöl och tapioka är enligt Livsmedelsverket säkra att konsumera.

### Andra produkter
Av maniok kan även aceton, alkohol och klister tillverkas.

## Manihot dulcis
Förutom denna art odlas också Manihot dulcis ("sötmaniok"), vars rötter ej innehåller giftämne. Denna lämnar å andra sidan mindre utbyte och har därför mindre ekonomisk betydelse.

## Världsproduktion
| Placering                                       | Land           | Produktion (ton) |
| ----------------------------------------------- | -------------- | ---------------- |
| 1                                               | Nigeria        | 59 475 202       |
| 2                                               | Thailand       | 31 678 017       |
| 3                                               | Kongo-Kinshasa | 29 952 479       |
| 4                                               | Ghana          | 20 845 960       |
| 5                                               | Brasilien      | 17 644 733       |
| 6                                               | Indonesien     | 16 119 020       |
| 7                                               | Vietnam        | 9 847 074        |
| 8                                               | Angola         | 8 659 552        |
| 9                                               | Moçambique     | 8 525 451        |
| 10                                              | Kambodja       | 7 646 022        |
| Källa: UN Food & Agriculture Organisation (FAO) |                |                  |

## Galleri

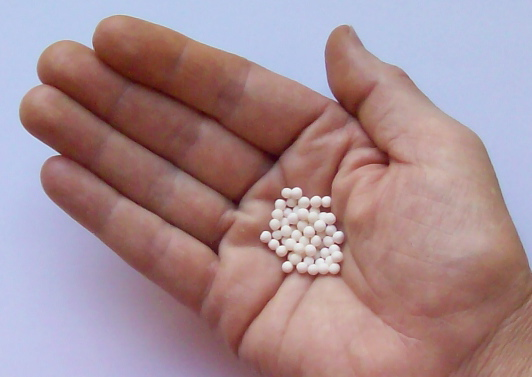
Tapiokapärlor
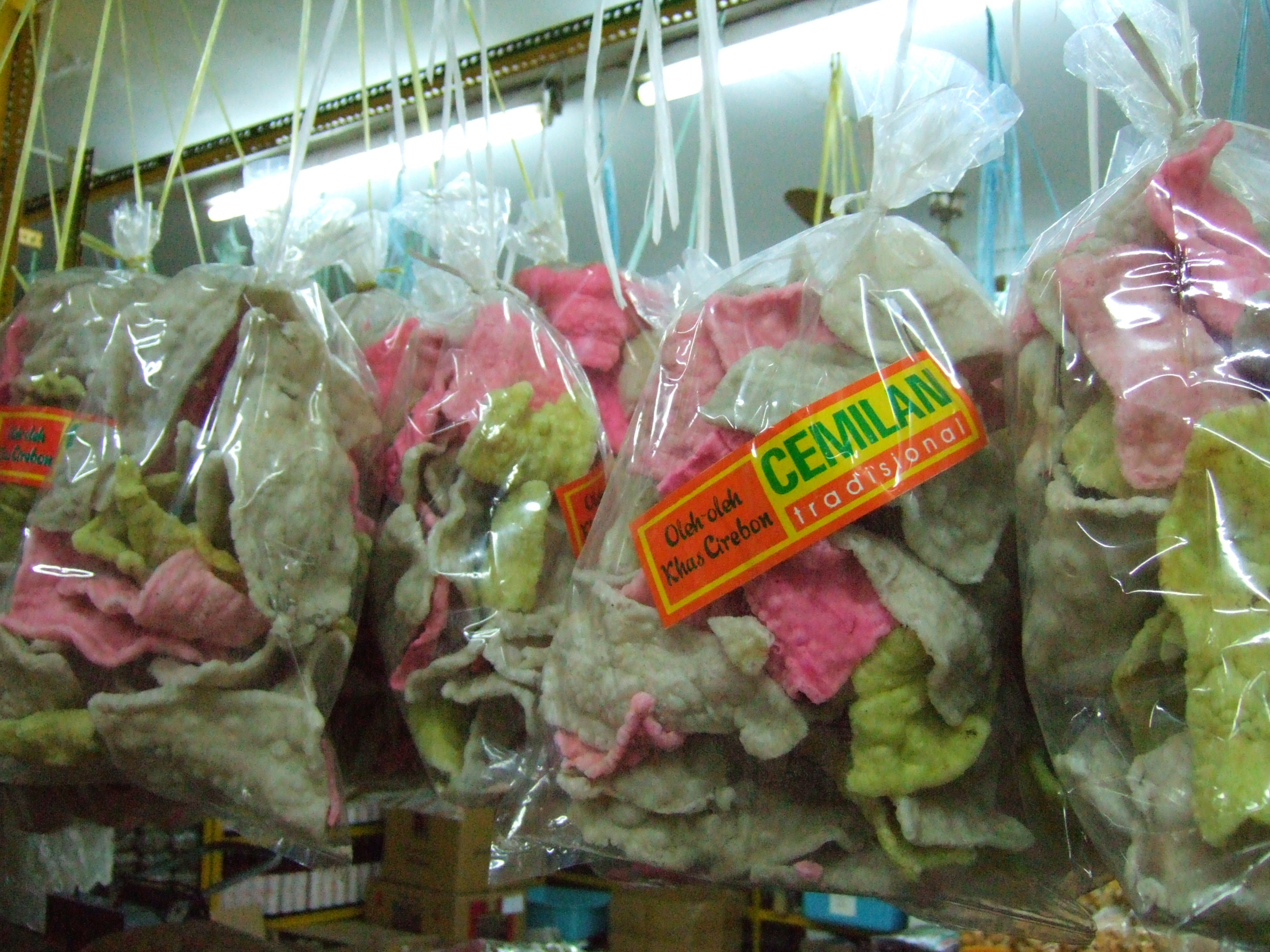
Tapiokachips